# Привольный (Воронежская область)
Привольный — поселок в Эртильском районе, Воронежской области.
Входит в состав Ростошинского сельского поселения.

## География
В поселке имеется одна улица — Молодежная.

## Население
| 2000 | 2010 |
| ---- | ---- |
| 121  | ↘79  |